# Neo (Matrix)
Pour les articles homonymes, voir Néo, Anderson, L'Élu et The One.
Thomas Anderson, alias Neo, est un personnage de fiction créé par les Wachowski et apparaissant dans la série de films Matrix à partir de Matrix (1999), puis dans Matrix Reloaded (2003), Matrix Revolutions (2003) et Matrix Resurrections (2021). Au cinéma, le personnage est interprété par l'acteur Keanu Reeves.

## Biographie du personnage

### DansMatrix

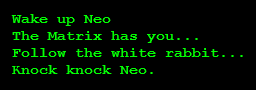
« Réveille-toi Neo
Tu es dans la Matrice…
Suis le lapin blanc...
Toc-toc, Neo. »
— Message affiché sur l’écran d'ordinateur de Neo dans Matrix (1999).

Thomas A. Anderson, employé de bureau d'une société informatique américaine, mène une double vie. Le jour, il est un citoyen honnête qui travaille en tant que programmeur pour la « respectable entreprise de logiciels » Metacortex. Mais la nuit, il se transforme en un pirate informatique qui, sous le pseudonyme de « Neo », pénètre illégalement les systèmes informatiques pour en voler les informations.
Mais, en réalité et à son insu, Thomas Anderson n'est qu'un des milliards d'êtres humains esclaves connectés à la « Matrice » (The Matrix, en VO), une vaste simulation informatique à l'échelle mondiale créée par des intelligences artificielles dans le but de contrôler l’espèce humaine. Anderson, comme les milliards d’autres êtres humains sur Terre, est inconscient que le monde dans lequel il vit est différent du monde réel, une réalité qui a été substituée à ses sens depuis sa naissance.
C'est au cours de ses activités de pirate que Neo entend parler pour la première fois de la Matrice. Elle est décrite par Morpheus, un autre hacker et véritable légende dans le monde du piratage, comme quelque chose que Neo aurait ressenti inconsciemment toute sa vie.

« — Morpheus : Je vais te dire pourquoi tu es ici. Tu es ici parce que tu sais quelque chose. Tu ne peux pas l'expliquer, mais tu le ressens. Tu l'as senti toute ta vie, qu'il y a quelque chose qui ne tourne pas rond dans le monde. Tu ne sais pas ce que c'est, mais tu le sens, comme une aiguille dans ton esprit, qui te rend fou. C'est ce sentiment qui t'a mené à moi. Sais-tu de quoi je parle ?
— Neo : La Matrice. »

— Dialogue entre Morpheus et Neo dans Matrix,.
Pendant des années, Neo a recherché ce supposé terroriste qu'il croit être le seul capable de lui expliquer ce qu'est la Matrice. Mais ce qu'Anderson ne sait pas, c'est que Morpheus était lui aussi à sa recherche.
Neo est contacté pour la première fois via l'écran de son ordinateur. En suivant un indice laissé sur ce dernier, il rencontre Trinity, une autre pirate de légende, qui lui parle de Morpheus. Alors qu'il est contacté par ce dernier, Neo est capturé par des Agents, des programmes chargés de surveiller les humains dans la Matrice. L'Agent Smith lui propose de coopérer avec eux mais Neo refuse. Par la suite, Neo s'enfuit avec l'aide de Morpheus.
Peu après, Neo rencontre Morpheus, qui lui offre un choix : prendre la pilule bleue (qui le fera retourner à une vie « normale » dans la Matrice) ou prendre la pilule rouge, ce qui lui permettra de savoir ce qu'est vraiment la Matrice. Neo choisit la pilule rouge.
Morpheus lui apprend alors ce qu'est la Matrice, cette révélation étant un choc intense pour Neo. Morpheus lui révèle ensuite qu'il pense qu'il est « l'Élu », l'homme né dans la Matrice qui pourrait la contrôler et ainsi sauver les humains de la servitude des Machines. Peu après, Morpheus libère le corps de Thomas Anderson, maintenu en captivité dans un parc des Machines ; ce dernier voit enfin la réalité du monde réel, un monde ravagé dont certains humains comme Morpheus et son équipage du vaisseau Nebuchadnezzar se cachent des Machines qui essaient de découvrir leur sanctuaire, la cité de Sion, cachée dans les entrailles de la Terre.
Au retour d'une visite au personnage de l'Oracle, Morpheus est capturé dans la Matrice par les Agents. Neo, accompagné de Trinity, ira le sauver mais restera prisonnier dans la Matrice. Il est alors forcé de combattre l'Agent Smith, le chef des Agents, le vainquant finalement après que ses véritables pouvoirs sur la Matrice lui auront été révélés, confirmant qu'il est bien « l'Élu ».

### DansMatrix Reloaded
Six mois après sa libération de la Matrice, Neo a une maîtrise parfaite de ses pouvoirs dans le monde artificiel, n'utilisant plus que le combat d'arts martiaux et capable de modifier la physique pour voler. Il a encore cependant des doutes sur son rôle dans la guerre contre les Machines et les réponses de l'Oracle ne l’aident pas. Selon elle, Neo ne doit pas chercher à faire son choix mais à comprendre les raisons qui l'ont poussé à faire son choix. Aussi, elle l'envoie chercher le Maître des clés, un programme pouvant ouvrir et fermer les portes dérobées de la Matrice mais retenu par le Mérovingien.
Neo découvre que l'agent Smith a été affecté par sa dernière rencontre avec l’Élu. Il est désormais plus proche du virus, capable d'infecter des humains ou des programmes pour en faire des doubles de lui-même.
Grâce au sacrifice du Maître des clés, Neo ne trouve pas la Source mais l’Architecte, le programme derrière la création de la Matrice, qui lui révèle une vérité derrière la prophétie différente de celle que Morpheus connaît. L’Élu est, selon le programme, une aberration inhérente au système, déjà apparue à cinq reprises, et les prédécesseurs ont eu à faire un choix : laisser les machines détruire Sion et l'humanité, ou trouver un statu quo et laisser une poignée d'humains survivre pour reconstruire la ville. La prophétie de L’Élu n'existe que pour permettre au cycle de se perpétuer avec un minimum de heurts. Si tous les anciens Élus ont choisi d'entrer dans la Source, Neo refuse et retourne dans la Matrice pour sauver Trinity, sur le point de mourir pour avoir voulu aider Neo dans sa quête, mais, par son geste, condamnant Sion à une destruction totale.
Neo retourne dans le monde réel et tente d'expliquer la vérité à Morpheus, qui est abattu. Des Sentinelles les trouvent, les forçant à abandonner le Nebuchadnezzar, mais Neo se trouve une affinité avec les robots et parvient à utiliser ses capacités hors de la Matrice pour détruire les machines. Après son geste, il tombe dans le coma.

### DansMatrix Revolutions
L'esprit de Neo se réveille dans un programme fermé, dont l’accès est contrôlé par le Mérovingien. Il y découvre l'existence de Sati, un programme créé sans but. Libéré par Trinity, Neo retourne auprès de l'Oracle. Elle lui répond que ses capacités s'étendent désormais hors de la Matrice, mais celle-ci est désormais menacée par Smith, devenu hors de contrôle. Quant aux prévisions de l’Architecte, elle estime que le programme ne comprend pas la nature de l'humanité et que Neo a la capacité de mettre fin à la guerre. Pour cela, il doit se rendre au cœur de la ville des machines.
Neo part avec Trinity à bord du Logos, le vaisseau du capitaine Niobé. En route, ils découvrent que Bane, possédé par Smith, est clandestin à bord et veut sa destruction. Neo parvient à tuer Bane au prix de ses yeux brûlés par un câble électrique. Malgré cela, la capacité de Neo à voir les machines lui permet de guider Trinity vers le centre de la ville à travers les Sentinelles. Forcée d'atterrir en catastrophe, Trinity meurt.
Neo trouve le Deus Ex Machina, la machine maîtresse, et lui demande la paix en échange de la destruction de Smith. Le Deus Ex Machina accepte et permet à Neo de retourner dans la Matrice, entièrement sous le contrôle de Smith qui a assimilé tous les programmes existants, dont l'Oracle. Neo affronte la version possédée de l’Oracle dans un combat brutal mais égal. Neo se résigne alors à se laisser assimiler par Smith et, par son sacrifice, détruit l'agent corrompu de l'intérieur.
Le corps de Neo est emporté par les machines, alors que Sion voit les machines partir. Une paix durable semble commencer alors que la Matrice redémarre, sur des bases changées par Neo.

## Étymologie
« Neo » est un préfixe signifiant « nouveau ». C'est également l'anagramme du mot anglais « one » (que l'on peut traduire à la fois par le chiffre « un », par « unique » et par « élu ») et du prénom Noé.

## L'Élu
Neo vit dans le monde de la Matrice, une construction illusoire dans laquelle les humains sont connectés neurologiquement à un énorme système informatique qui simule le monde de la fin du XXe siècle. Cette domination est nécessaire aux machines, qui utilisent les humains comme source d'énergie primaire depuis qu'ils ont engendré un hiver nucléaire dans le but de priver les machines d'énergie solaire. Ceux qui restent leur vie entière connectés à la Matrice ignorent que leur réalité n'est en fait pas réelle, ni qu'il existe une rébellion humaine organisée par les rares humains « libres » de la cité de Sion. De temps en temps, les humains de Sion libèrent des individus de l'emprise de la Matrice, une opération risquée et complexe.
Une prophétie parmi les humains en liberté (que certains croient et que d'autres rejettent) dispose qu'il existe un homme qui, une fois connecté à la Matrice, peut transgresser toute règle ainsi que percevoir et manipuler le code directement (ce qui équivaut, dans la Matrice, à posséder des pouvoirs surhumains) et qui, dans la réalité simulée de la Matrice, pourrait être considéré comme un messie. Cette personne se nomme « l'Élu ». Morpheus, un capitaine renommé de la flotte de Sion et capitaine du vaisseau Nebuchadnezzar, en fera l'objet de sa quête, qu'il poursuivra sa vie durant. La légende rapporte que l'Élu mettra fin à la guerre perpétuelle entre l'Homme et la Machine.
La vérité derrière cette « prophétie » est présentée à la fin du film Matrix Reloaded par l'Architecte (le concepteur de la Matrice) : l'Élu est une anomalie systémique volontairement insérée dans la Matrice. Elle est une variante de l'équation (sur laquelle tout le code source est basé) chargée de « réinitialiser » le système. Lors d'un « cycle normal », les humains erronés sont libérés et « stockés » à l'écart du système dans la ville de Sion. Lorsque cette dernière devient trop menaçante, elle est détruite par les machines. De son côté, l'anomalie/l'Élu réinitialise la Matrice et rebâtit Sion avec une dizaine d'hommes et de femmes, recommençant ainsi le cycle.
Dans la série de films, on nous présente une situation où l'anomalie (Neo) refuse de réinitialiser la Matrice, principalement par amour pour Trinity. Les paroles prononcées juste avant la décision de Neo par l'Architecte laissent entendre que ce dernier avait prévu cette décision.

« — Mais nous savons déjà ce que tu vas faire n'est-ce pas ? Je vois déjà d'ici la réaction en chaîne : les précurseurs chimiques, indiquant la naissance d'une émotion spécifiquement créée pour outrepasser la logique et la raison. Une émotion qui te rend déjà aveugle aux vérités les plus simples et les plus évidentes : elle est condamnée à mourir et tu es dans l'incapacité totale de la sauver. »

— Réplique de l'Architecte à Neo dans Matrix Reloaded,

## Influences
Il est possible que les créatrices de Matrix se soient inspirés de l'allégorie de la caverne écrite par Platon. En effet, dans le premier épisode de la saga, Morpheus invite Neo à prendre conscience de la matrice en l'invitant à « sortir de la grotte ».
Le personnage a inspiré le nom de scène de l'artiste américain Ne-Yo.
Le contexte est inspiré de l’ouvrage Simulacres et Simulation, un ouvrage du sociologue et philosophe Jean Baudrillard, publié en 1981. Un clin d’œil fait référence à cet ouvrage au début du film, quand le personnage Thomas A. Anderson prend un livre où il dissimulait des disquettes.

## Dans la culture populaire

### Jeux vidéo
- The Matrix: Path of Neo (PC, Playstation 2, 2005) : En tant que seul personnage jouable.
- Broforce (PC, Mac, PS4, 2015) : le personnage y apparaît en tant que « bro » jouable sous le pseudonyme de « Mr. Anderbro ».